# Einsatzgruppe I
Einsatzgruppe I – (niem. Einsatzgruppe I der Sicherheitspolizei und des SD, w skrócie EG I) – jedna z sześciu niemieckich grup operacyjnych działających na terenie okupowanej Polski jesienią 1939 . Terenem operacyjnym EG I był Górny Śląsk oraz Małopolska.

## Geneza
Podstawowym zadaniem Einsatzgruppen była praktyczna realizacja założeń operacji „Tannenberg”, zwalczanie potencjalnych wrogów III Rzeszy, a także prewencyjne aresztowanie osób „niepewnych pod względem politycznym” na podstawie list proskrypcyjnych, tzw. Sonderfahndungsbuch Polen oraz ich eliminację w ramach tzw. Intelligenzaktion. Funkcjonariusze tych grup stanowili zalążek nazistowskiego aparatu terroru na terenie okupowanej Polski – niemieckiej policji, Gestapo oraz Sicherheitspolizei i Sicherheitsdienstu.

## Struktura i nazewnictwo
Początkowo Einsatzgruppe I nosiła nazwę Einsatzgruppe Wien, pochodzącą od niemieckiej nazwy Wiednia. Grupa ta liczyła cztery oddziały: Einsatzkommando 1, 2, 3, i 4. Jednak w czasie ataku na Polskę 4 września 1939 roku zwierzchnik SS Reinhard Heydrich w dalekopisie do dowódców wydał rozkaz reorganizacji oraz zmiany nazewnictwa . Od tego momentu grupa ta była jedną z sześciu grup operacyjnych tego typu działających w okupowanej Polsce i nosiła nazwę Einsatzgruppe I, a podporządkowane jej Einsatzkommanda nosiły numerację od 1/I do 4/I. Nazwa Einsatzgruppe I der Sicherheitspolizei und des SD w języku polskim brzmi I Grupa Operacyjna Policji Bezpieczeństwa. Każde komando EG I liczyło od 200 do 250 ludzi . Jej struktura wyglądała następująco:
- Einsatzgruppe I – (dowódca – SS-Standartenführer Bruno Streckenbach, przyporządkowana została 14 Armii)
  - Einsatzkommando 1/I: SS-Sturmbannführer Ludwig Hahn
  - Einsatzkommando 2/I: SS-Sturmbannführer Bruno Müller
  - Einsatzkommando 3/I: SS-Sturmbannführer Alfred Hasselberg
  - Einsatzkommando 4/I: SS-Sturmbannführer Karl Brunner

## Zbrodnie

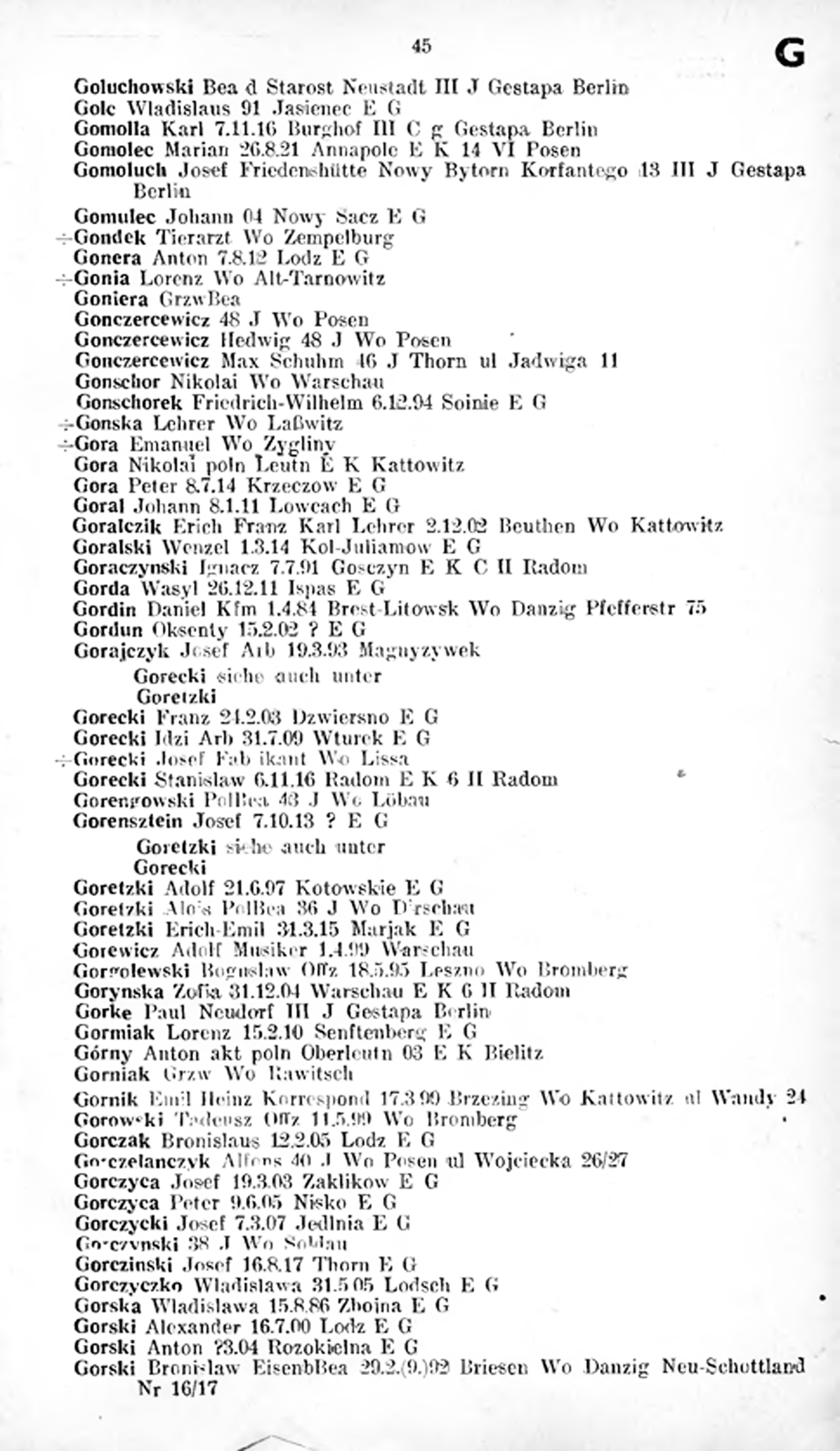
Strona z wykazu Sonderfahndungsbuch Polen – Polaków przeznaczonych do eliminacji w akcji Intelligenzaktion. Przy nazwiskach umieszczono skróty EK (Einsatzkomando) oraz EG (Einsatzgruppen).

Einsatzgruppe I odpowiedzialna była za szereg zbrodni dokonanych na ludności cywilnej głównie na Śląsku i w Małopolsce będącymi jej terenem operacyjnym. We wrześniu 1939 roku w pasie operacyjnym 14 Armii Niemcy zamordowali ponad 1000 osób cywilnych oraz jeńców wojennych. W raporcie z 15 września kierownictwa EG I Śląsk został określony jako „kolebka polskich organizacji powstańczych” oraz informował on dowództwo, że właśnie następuje „bezwzględna likwidacja band, partyzantów i sabotażystów”.
- Między 1 a 5 września zabito około 70 osób we wsiach Morawczyna, Klikuszowa i Czarny Dunajec koło Nowego Targu, w Jordanowie oraz leżących obok wsiach Sidzina, Skomielna Biała, w Zamieściu i Skrzylnej koło Tymbarku, a także we wsiach Lubień, Stróża oraz Rudnik koło Myślenic[5] .
- 8 września oraz pomiędzy 15. a 18 września EG I przeprowadziła masowe rozstrzeliwania powstańców śląskich, harcerzy oraz działaczy niepodległościowych z terenu Katowic. Egzekucje odbywały się w lesie Zarzecze koło Podlesia. W wyniku powojennych ekshumacji znaleziono tam 108 bezimiennych ciał. Podobne egzekucje grupa przeprowadziła także w okolicach Pszczyny na Górnym Śląsku.
- Po zakończeniu kampanii wrześniowej dnia 6 listopada Einsatzgruppe I przeprowadzała akcję aresztowania oraz eliminacji profesorów Uniwersytetu Jagiellońskiego pod kryptonimem Sonderaktion Krakau[6].